# PL-EVRF2007-NH
PL-EVRF2007-NH (ang. European Vertical Reference Frame) – polska, matematyczna i fizyczna, realizacja geodezyjnego europejskiego (EVRS) układu odniesienia wysokości EVRF2007 bazującego na łącznym wyrównaniu sieci niwelacji precyzyjnych krajów europejskich zgodnie z danymi na 2007 rok (na epokę 2007). Poziomem odniesienia (H=0,000) dla PL-EVRF2007-NH jest poziom układu wysokości Amsterdam (niderl. Normaal Amsterdams Peil (NAP)), który odpowiada średniej wysokości historycznego pływu Morza Północnego wyznaczonego dla mareografu w Amsterdamie w latach 1683–1684.
Układ PL-EVRF2007-NH od 2012 roku jest częścią obowiązującego w Polsce państwowego systemu odniesień przestrzennych. PL-EVRF2007-NH wykorzystuje system wysokości normalnych (Mołodieńskiego) w systemie zerowego pływu na elipsoidzie odniesienia GRS 80. Średnia różnica wysokości pomiędzy uprzednio obowiązującym w Polsce układem wysokościowym – układem wysokościowym Kronsztad, a PL-EVRF2007-NH wynosi 0,1649 m. 1 stycznia 2024 roku układ wysokościowy Kronsztad przestał być stosowany do wykonywania geodezyjnych pomiarów wysokościowych na terenie Polski. Fizycznym odwzorowaniem układu wysokościowego PL-EVRF2007-NH poprzez punkty EUVN jest podstawowa osnowa wysokościowa.
Technicznymi przesłankami do wprowadzenia nowego układu są m.in.: zaniechanie stosowania lokalnych układów wysokościowych (np. Układ wysokości Zero Wisły, układ wysokości miasta Łodzi – ŁAM), ujednolicenie danych wysokościowych dla prowadzenia inwestycji, zharmonizowanie baz danych przestrzennych oraz jednolite wyrównanie w ramach europejskiej sieci osnowy wysokościowej (UELN).